# Alfred Lutz (Historiker)
Alfred J. Lutz (* 1963) ist ein deutscher Historiker, der sich vor allem mit der Geschichte der oberschwäbischen Stadt Ravensburg im 19. Jahrhundert befasst.

## Leben
Lutz wuchs in Ravensburg auf und besuchte dort bis zum Abitur 1983 das Spohn-Gymnasium. Er studierte Geschichte an der Universität Tübingen u. a. bei Volker Press und wurde dort 1999 zum Dr. phil. promoviert. Im gleichen Jahr erhielt für seine Dissertation zur Ravensburger Geschichte im Vormärz den Promotionspreis der Tübinger Geschichtswissenschaftlichen Fakultät.
Alfred Lutz verfasste zahlreiche Artikel zur Ravensburger Stadtgeschichte und zur oberschwäbischen Geschichte und Architekturgeschichte vor allem des 19. Jahrhunderts.
Er ist in Ravensburg als Stadtführer und Publizist tätig.
Am traditionsreichen Rutenfest Ravensburg nahm Lutz 1981–1983 als Trommler, Zugführer und Adjutant des „Trommlerkorps der Gymnasien“ teil. 1997 verfasste er für die erste Monographie zum Thema Rutenfest den Beitrag über die Zeit von 1900 bis 1950 und war Co-Autor des Beitrags zur weiteren Geschichte des Fests im 20. Jahrhundert. Seit 2005 ist Lutz Mitglied der „Altentrommler“.

## Schriften
Monographien
- Ravensburg. Porträt einer ehemaligen Freien Reichsstadt. Fotos von Hermann Klauser, Text von Alfred Lutz. Biberacher Verlags-Druckerei, Biberach 1987, 2. Auflage 1991, ISBN 3-924489-37-8
- mit Helmut Binder und Markus Glonnegger: Das Ravensburger Rutenfest in Geschichte und Gegenwart. Biberacher Verlags-Druckerei, Biberach 1997, ISBN 3-924489-87-4
- Zwischen Beharrung und Aufbruch. Ravensburg 1810–1847. Aschendorff, Münster 2005, ISBN 3-402-05912-6 (848 Seiten), zugl. Dissertation, Universität Tübingen 1998/1999 unter dem Titel Beharrung und Wandel. Studien zur Geschichte der Stadt Ravensburg im Vormärz[2][6]

Aufsätze und Broschüren (Auswahl)
- Die Ära Franz von Zwerger (1820/21–1856). (Ravensburger Stadtgeschichte, Heft 19). Volksbank Ravensburg,  Ravensburg 1990 (20 Seiten)
- Das Wettrennen zum Bodensee. Franz von Zwerger, Ravensburg und die Eisenbahn. In: Jan Koppmann (Hrsg.): Um Mehlsack und Martinsberg. Geschichten zur Geschichte des Schussentals . Biberacher Verlags-Druckerei, Biberach 1991, ISBN 3-924489-60-2
- Zwischen Verbot und Wiederbelebung. Der Heilig-Blut-Kult in der ersten Hälfte des 19. Jahrhunderts. In: Norbert Kruse, Hans Ulrich Rudolf (Hrsg.): 900 Jahre Heilig-Blut-Verehrung in Weingarten 1094-1994. 3 Bde. Thorbecke, Sigmaringen 1994, ISBN 3-7995-0398-6, S. 151–161
- Der lange Weg zum Konzerthaus. (Ravensburger Stadtgeschichte, Heft 26). Volksbank Ravensburg, Ravensburg 1997 (20 Seiten)
- Das Rutenfest während des Dritten Reiches (1933–1939). Zwischen Beharrung und Anpassung. In: Peter Eitel (Hrsg.): Ravensburg im Dritten Reich. Beiträge zur Geschichte der Stadt. Oberschwäbische Verlags-Anstalt, Ravensburg 1997, ISBN 3-926891-19-X, S. 295–303
- Der Bau des Elisabethenkrankenhauses 1899/1901. In: Oberschwabenklinik gGmbH (Hrsg.): 100 Jahre Krankenhaus St. Elisabeth 1901–2001. Oberschwabenklinik, Ravensburg 2001, S. 21–27
- Albert Sauer (1902–1981). Ravensburger Oberbürgermeister und Kultminister von Württemberg-Hohenzollern. In: Im Oberland. 13. Jg. 2002, Heft 2, S. 44–54 und 14. Jg. 2003, Heft 2, S. 32–42
- Die Reichsstadt Ravensburg am Ende des Alten Reiches. In: Volker Himmelein, Hans Ulrich Rudolf (Hrsg.): Alte Klöster – neue Herren. Aufsätze. Teil 2. Die Mediatisierung. Auswirkung von Säkularisation und Mediatisierung. Thorbecke, Ostfildern 2003, ISBN 3-7995-0212-2, S. 759–778
- Formen früher Denkmalpflege in Ravensburg in der ersten Hälfte des 19. Jahrhunderts. In: Schriften des Vereins für Geschichte des Bodensees und seiner Umgebung. 123. Jg. 2005, S. 71–89 (Digitalisat)
- Das Ravensburger Patriziat 1750–1818. Niedergang und Ende eines privilegierten Standes. In: Mark Hengerer, Elmar L. Kuhn, Peter Blickle (Hrsg.): Adel im Wandel. Oberschwaben von der Frühen Neuzeit bis zur Gegenwart. Band 2. Thorbecke, Stuttgart 2006, ISBN 978-3-7995-0219-1, S. 657–676
- Textbeiträge in: Klaus Thommel (Hrsg.): 100 Jahre Altentrommler Ravensburg. Eine historische Dokumentation. 1906–2006. Selbstverlag der Altentrommler, Ravensburg 2006, ISBN 978-3-00-019223-4
- Gottlieb Pfeilsticker (1811–1866). Wegbereiter der historistischen Architektur in Oberschwaben. In: Ulm und Oberschwaben. 55. Jg. 2007, S. 305–357
- Vom Handelslehrling zum Großindustriellen. Aufstieg, Repräsentation und Mäzenatentum der Ravensburger Familie Spohn 1765–1919. In: Thomas Albrich (Hrsg.): Stadt und Bürgertum im Bodenseeraum. Dokumentation zur internationalen Tagung; 6. Dornbirner Geschichtstage 2003. Stadtarchiv, Dornbirn 2008, ISBN 978-3-901900-15-0, S. 235–274; u. a. zu Julius Spohn (PDF, Preprint?)
- Kommunale Politik und dörfliches Leben. Grünkraut 1811 bis 1849. In: Hans Offenwanger sen. (Hrsg.): Von „Gruonencrut“ bis Grünkraut. Heimatbuch der Gemeinde Grünkraut. Biberacher Verlagsdruckerei, Biberach 2009, ISBN 978-3-933614-35-3, S. 98–115
- zahlreiche Artikel zur gründerzeitlichen Architektur Ravensburgs in der Zeitschrift Altstadt-Aspekte des Bürgerforums Altstadt
- zahlreiche Artikel zu Architekten und anderen Personen des 19. Jahrhunderts in den Württembergischen Biographien der Kommission für geschichtliche Landeskunde in Baden-Württemberg